# 브뤼셀 남역
브뤼셀 남역(네덜란드어: Brussel-Zuid 브뤼설자위트[*], 프랑스어: Bruxelles-Midi 브뤼셀미디[*])은 벨기에 브뤼셀 생질에 위치한 철도역이다. 하루 평균 25만명이 이용하고 있다.

## 역 개요

### 국철
높은 시계탑과 둥근 천장이 특징으로 입구 및 여객 창구 등은 대리석이나 모자이크 등으로 덮여있다. 11면 22선의 지상 역이다.

### 프리메트로
브뤼셀 지하철은 1988년에 개업하여 2개 노선이 노선 연장 종착역으로 개업했다. 브뤼셀 지하철 노선은 이후 남역에서 연장되어 1993년에 클레망소 역, 2006년에 델라크루아 역까지 도달했다. 프리메트로 역은 1993년에 개업하였고, 브뤼셀 지하철과 프리메트로 노선망이 이 역을 공유하여 2개의 다른 깊이의 지하에 위치하고있다.